# Crónicas de América (Historia 16)

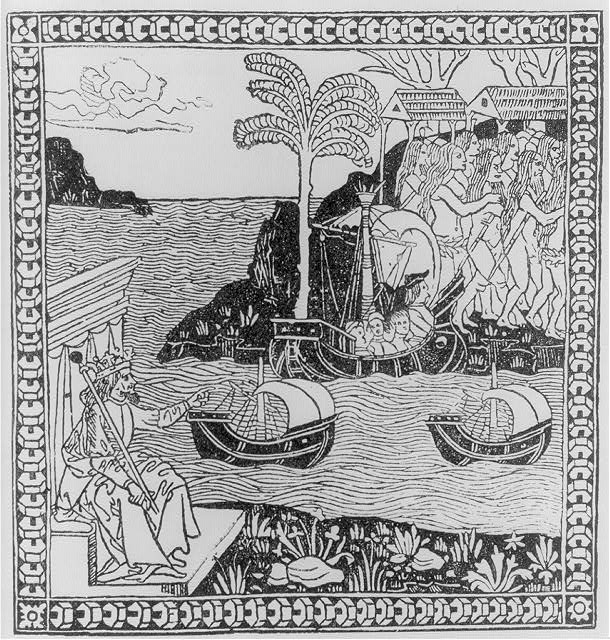
Ferdinand der Katholische zeigt über den Atlantik zur Landung von Kolumbus, mit nackten Eingeborenen (Frontispiz von Giuliano Datis Lettera).

Crónicas de América ist eine spanische Buchreihe zu den Crónicas de Indias, die ab 1984 in Madrid im Verlag von Historia 16 erschien.

## Einführung

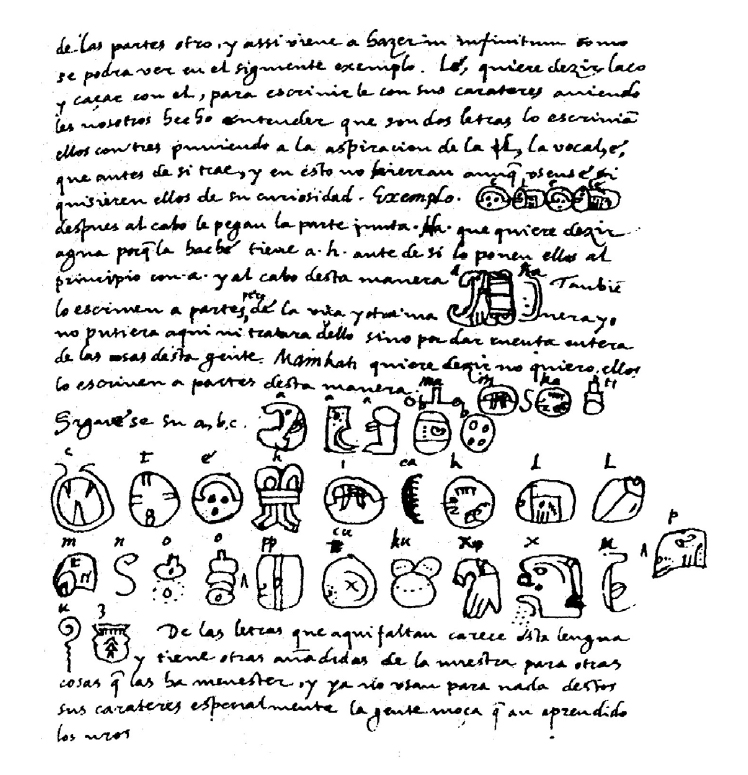
Manuskript von Diego de Landa

Die Reihe enthält Originaltexte, die von den Protagonisten aus der spanischen Epoche der Entdeckung, Eroberung und Kolonisierung Amerikas und Teilen Asiens verfasst worden sind. Tatsächlich entdeckte Christoph Kolumbus die Westindischen Inseln – das spätere Amerika – auf der Suche nach dem Weg nach Asien und seinen Gewürzen, indem er nach Westen segelte, da die östliche Route ein portugiesisches Monopol war.

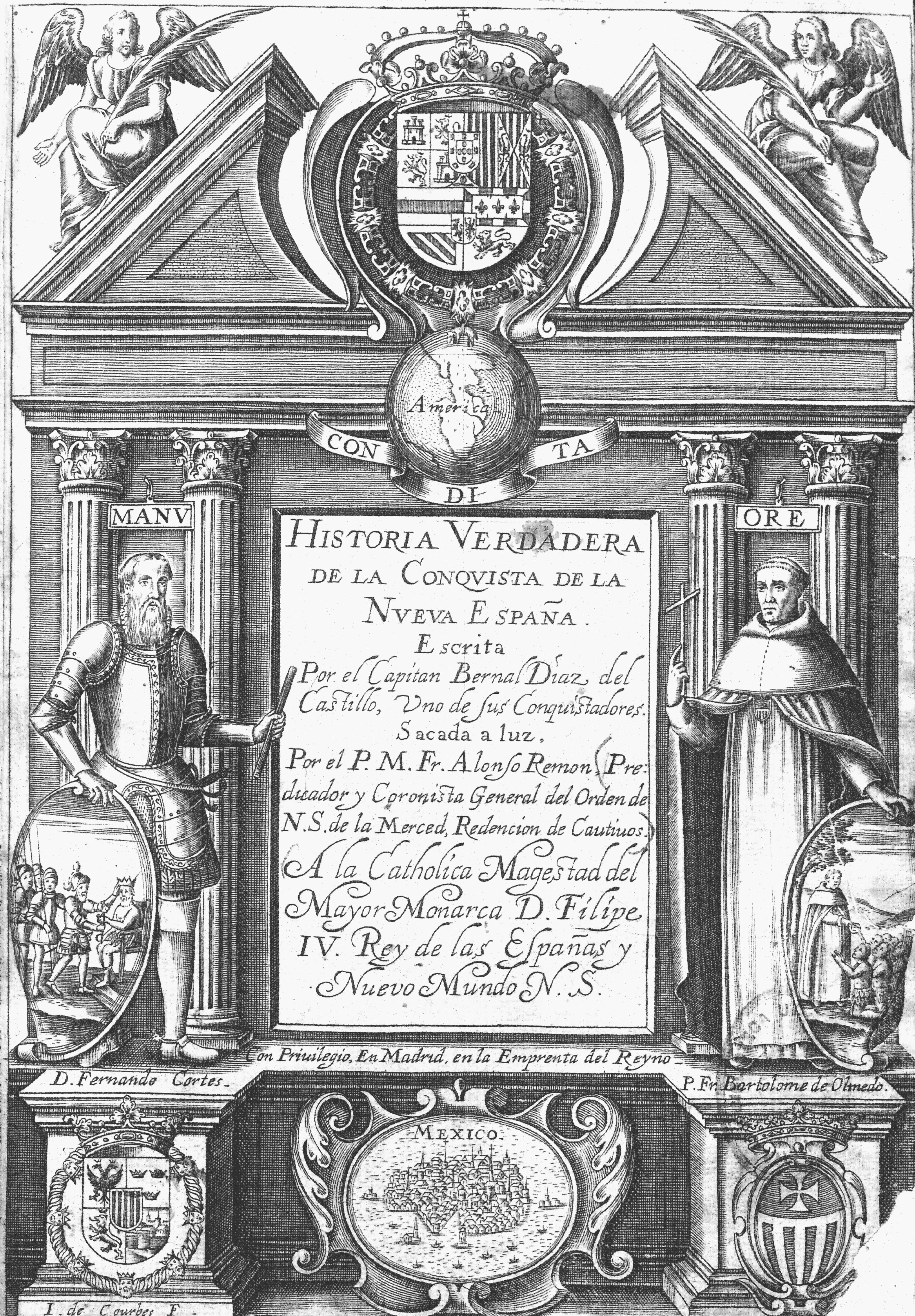
Titelblatt der Wahrhaften Geschichte der Eroberung von Neuspanien (Historia verdadera de la conquista de la Nueva España), veröffentlicht 1632 in Madrid nach einem Manuskript von Bernal Díaz del Castillo

Das Erscheinen der Reihe wurde von dem Historiker Manuel Ballesteros Gaibrois geleitet, der auch der Herausgeber der Zeitschrift Historia 16 war. Im Laufe der Jahre veröffentlichte der Verlag so eine Reihe von Texten der Crónicas von Spanischamerika. Obwohl der Titel der Sammlung Crónicas de América lautet, enthält sie auch mehrere Bände über die spanische Erforschung des Pazifischen Ozeans („El lago español“), in dem die spanische Monarchie jahrhundertelang das Meer beherrschte. Bis 1997 erschienen 76 Bände in der Reihe. Die Bände sind überwiegend Einzelbände, einige davon Doppelbände, ein Dreifachband. Sie sind weitgehend mit Bibliographien ausgestattet, manche mit einem Glossar usw. Viele der Titel in dieser Sammlung sind unveröffentlicht gewesen oder wurden seit Jahrhunderten nicht mehr veröffentlicht.
Es wurde zu den Crónicas de América angemerkt, dass es angesichts so engstirniger und in vielen Fällen der Geschichte des eigenen Landes feindlich gesinnter Politiker, wie es sie heute im 21. Jahrhundert in Spanien und in einigen seiner Regionen gibt, umso erstaunlicher sei, wie Spanien zwischen dem 15. und 19. Jahrhundert eine solche Erkundung und den Aufbau einer imposanten politischen Struktur in der ganzen Welt durchführen konnte, die der mexikanische Historiker Miguel León-Portilla als „kultivierte Kolonisierung“ („colonización culta“) bezeichnete.

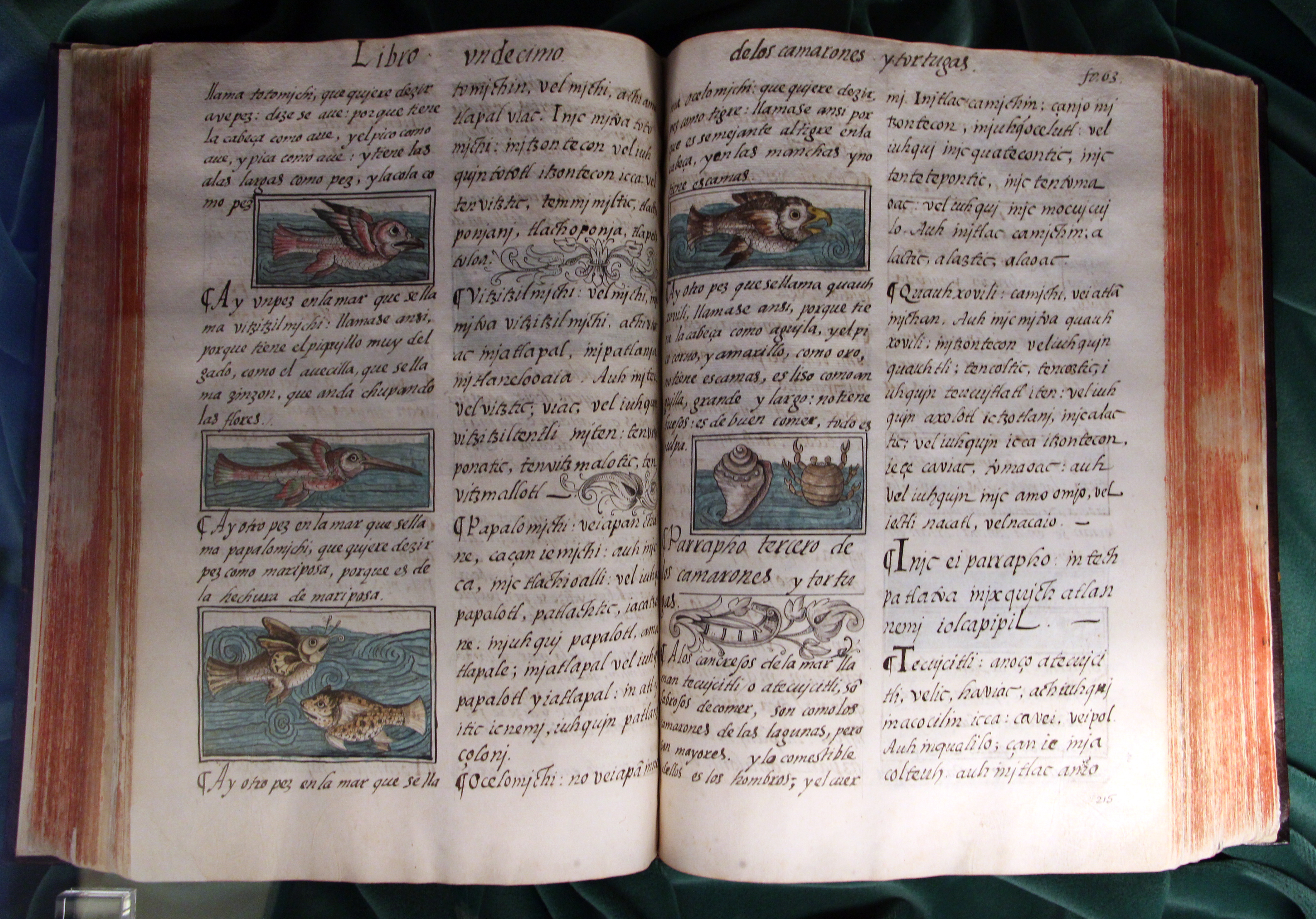
Historia general de las cosas de Nueva España (Bernardino de Sahagún)

Die Crónicas der Cronistas de Indias waren einst Teil der größten politischen Struktur der Welt, nämlich der spanischen Monarchie (von 1492 bzw. 1516) bis 1824, dem Ende der spanischen Herrschaft in Südamerika. Sie stammen spanischerseits von Vertretern ganz unterschiedlicher Interessengruppen, wie den Konquistadoren (z. B. Hernán Cortés und Bernal Díaz del Castillo), dem Klerus (Francisco López de Gómara und Bartolomé de Las Casas) und der Krone (z. B. Gonzalo Fernández de Oviedo – als offizieller Historiograph der Krone).
Die Neuauflage der wichtigsten Werke der Historiographie über die Entdeckung und Eroberung Amerikas im Rahmen dieser Reihe sieht der Autor Hans Christian Lindau als einen Beleg für das „neue“ Interesse am „tema de América“.

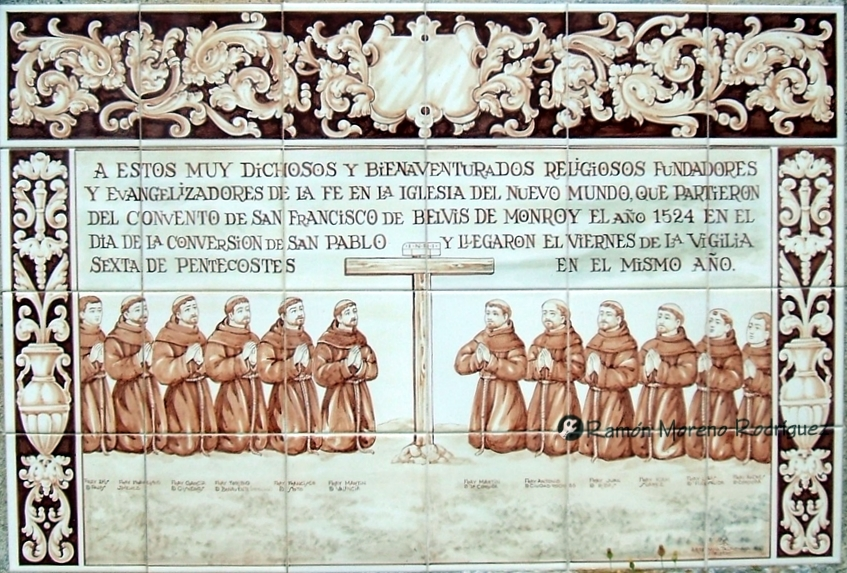
Kacheln mit den Zwölf Aposteln Mexikos (Doce apóstoles de México) vor dem Franziskanerkloster von Belvís de Monroy, Cáceres

Band 16 der Reihe zum Beispiel, die Historia de los indios de la Nueva España (Geschichte der Indianer von Neuspanien) von Fray Toribio de Benavente Motolinia (geb. 1482/91 in Benavente; gest. 1569 in Mexiko), schildert das Eintreffen einer Gruppe von Franziskanern am 13. Mai 1524, der sogenannten „Zwölf Apostel“, angeführt von Fray Martín de Valencia, im Hafen von San Juan de Ulúa, die fünf Wochen später Mexiko-Stadt erreichte. Von da an war Motolinia als Missionar in verschiedenen Teilen Neuspaniens tätig. Er lernte indigene Sprachen, um direkt beim einheimischen Publikum zu predigen, und zwei Jahre später konnten die Franziskaner das christliche Evangelium direkt verbreiten und sich mit den Indianern in ihren eigenen Sprachen unterhalten.

## Bände
Im Folgenden eine kurze Übersicht zu den einzelnen Titeln der Reihe (mit beigefügter deutscher Übersetzung in eckigen Klammern):
- 1 Historia del Almirante [Geschichte des Admirals] / Hernando Colón; Hrsg. Luis Arranz. – Madrid: Historia 16, 1984, 1 Bd. (359 S.).
- 2 Historia verdadera de la conquista de la Nueva España [Wahrhafte Geschichte der Eroberung von Neuspanien] / Bernal Díaz del Castillo; Hrsg. Miguel León-Portilla. – Madrid: Historia 16, 1984, 2 Bde., (558 S., 493 S.).
- 3 Naufragios y comentarios [Schiffbrüche und Kommentare] / Álvar Núñez Cabeza de Vaca; Hrsg. Roberto Ferrando. – Madrid: Historia 16, 1984, 1 Bd. (318 S.).
- 4 La Crónica del Perú [Chronik von Peru] / Pedro de Cieza de León; Hrsg. Manuel Ballesteros. – Madrid: Historia 16, 1984, 1 Bd. (414 S.).
- 5 El Señorío de los Incas [Die Herrschaft der Inka] / Pedro de Cieza de León; Hrsg. Manuel Ballesteros. – Madrid: Historia 16, 1985, 1 Bd. (211 S.).
- 6 Crónicas indígenas: Visión de los vencidos[10] [Chroniken der Eingeborenen: Die Perspektive der Besiegten] / Hrsg. Miguel León-Portilla. – Madrid: Historia 16, 1985, 1 Bd. (197 S.). Bibliogr. S. 39–47.
- 7 Relación de las cosas de Yucatán [Bericht über die Sachen von Yucatán] / Diego de Landa; Hrsg. Miguel Rivera. – Madrid: Historia 16, 1985, 1 Bd. (187 S.).
- 8 Descubrimiento del río Apure [Die Entdeckung des Flusses Apure] / Jacinto de Carvajal; Hrsg. José Alcina. – Madrid: Historia 16, 1985, 1 Bd. (254 S.). Bibliogr. S. 31–33.
- 9 Diario de a bordo [Bordbuch] / Cristóbal Colón; Hrsg. Luis Arranz. – Madrid: Historia 16, 1985, 1 Bd. (235 S.). Bibliogr. S. 65–67.
- 10 Cartas de relación [Briefberichte] / Hernán Cortés; Hrsg. Mario Hernández. – Madrid: Historia 16, 1985, 1 Bd. (437 S.). Bibliogr. S. 33–36. – Glossar.
- 11 Historia de la nación chichimeca [Geschichte der chichimekischen Nation] / Fernando de Alva Ixtlilxochitl; Hrsg. Germán Vázquez. – Madrid: Historia 16, 1985, 1 Bd. (303 S.). Bibliogr. S. 43–46.
- 12 Primer viaje alrededor del mundo [Erste Reise um die Welt] / Antonio Pigafetta; Hrsg. Leoncio Cabrero . – Madrid: Historia 16, 1985, 1 Bd. (223 S.). Bibliogr. S. 36–44.
- 13 Historia de la conquista de Itzá [Geschichte der Eroberung von Itza] / Juan de Villagutierre; Hrsg. Jesús M. García. – Madrid: Historia 16, 1985, 1 Bd. (798 S.). Bibliogr. S. 31–33. – ISBN 84-85229-74-6
- 14 Verdadera relación de la conquista del Perú [Wahrhaftiger Bericht über die Eroberung Perus] / Francisco de Xerez; Hrsg. Concepción Bravo. – Madrid: Historia 16, 1985, 1 Bd. (206 S.). Bibliogr. S. 47–54.
- 15 Alemanes en América [Deutsche in Amerika] / Nicolás Federmann, U. Schmidl; Hrsg. Lorenzo E. López. – Madrid: Historia 16, 1985, 1 Bd. (231 S.). Vereint “Relación del primer viaje a Venezuela” von Federmann und “Relación del viaje al río de la Plata” von U. Schmidl. – Bibliogr. S. 35–37.
- 16 Historia de los Indios de la Nueva España [Geschichte der Indianer von Neuspanien] / Fray Toribio de Benavente; Ausgabe von Claudio Esteva . – Madrid: Historia 16, 1985, 1 Bd. (331 S.).
- 17 Descubrimiento y conquista del Perú [Entdeckung und Eroberung von Peru] / Pedro de Cieza de León; Hrsg. Carmelo Sáenz de Santa María. – Madrid: Historia 16, 1986, 1 Bd. (339 S.). Forme la 3e partie de la ” Crónica del Perú “. – Bibliogr. S. 29–35.
- 18 Conquista y descubrimiento del Nuevo Reino de Granada [Eroberung und Entdeckung des Neuen Königreichs von Granada] / Juan Rodríguez Freyle; Hrsg. Jaime Delgado. – Madrid: Historia 16, 1986, 1 Bd. (322 S.).
- 19 La Aventura del Amazonas [Das Amazonas-Abenteuer] / G. de Carvajal, P. de Almesto und Alonso de Rojas; Hrsg. Rafael Díaz . – Madrid: Historia 16, 1986, 1 Bd. (253 S.). Bibliogr. S. 35–36.
- 20 Chilam Balam de Chumayel / Hrsg. Miguel Rivera. – Madrid: Historia 16, 1986, 1 Bd. (165 S.). Bibliogr. S. 51–52.
- 21 Sumario de la natural historia de las Indias [Zusammenfassung der Naturgeschichte West-Indiens] / Gonzalo Fernández de Oviedo; Hrsg. Manuel Ballesteros. – Madrid: Historia 16, 1986, 1 Bd. (181 S.).
- 22 La Florida del Inca / Garcilaso de la Vega; Hrsg. Sylvia L. Hilton. – Madrid: Historia 16, 1986, 1 Bd. (599 S.). Bibliogr. S. 55–57.
- 23 La Argentina [Argentinien] / Ruy Díaz de Guzmán; Hrsg. Enrique de Gandía. – Madrid: Historia 16, 1986, 1 Bd. (279 S.).
- 24 Cantos y crónicas del México antiguo [Lieder und Chroniken aus dem alten Mexiko] / Hrsg. Miguel León-Portilla. – Madrid: Historia 16, 1986, 1 Bd. (241 S.). Bibliogr. S. 235–239.
- 25 Descubrimiento de las regiones austriales [Entdeckung der australischen Regionen] / Pedro Fernández de Quirós; Hrsg. Roberto Ferrando. – Madrid: Historia 16, 1986, 1 Bd. (336 S.).
- 26 Historia de Tlaxcala [Geschichte von Tlaxcala] / [Diego Muñoz Camargo]; Hrsg. Germán Vásquez. – Madrid: Historia 16, 1986, 1 Bd. (287 S.). Glossar.
- 27 Relación y documentos [Bericht und Dokumente] / (Pascual de Andagoya); Hrsg. Adrián Blázquez. – Madrid: Historia 16, 1986, 1 Bd. (227 S.).
- 28 Antigüedades de la Nueva España [Altertümer von Neuspanien] / (Francisco Hernández); Hrsg. Ascensión H. de León-Portilla. – Madrid: Historia 16, 1986, 1 Bd. (254 S.). Glossar.
- 29 Nueva crónica y buen gobierno [Neue Chronik und gute Regierung] / Felipe Guamán Poma de Ayala; Hrsg. John V. Murra, Rolena Adorno und Jorge L. Urioste. – Madrid: Historia 16, 1987, 3 Bde. (LXXVII-1384 S.). Bibliogr. S. 1360–1379. Glossar. Index.
- 30 Viajes por la Nueva España y Guatemala [Reisen in Neuspanien und Guatemala] / Thomas Gage; Hrsg. Dionisia Tejera. – Madrid: Historia 16, 1987, 1 Bd. (488 S.). Übersetzt aus dem Englischen. – Bibliogr. S. 35–41.
- 31 Derrotero al Estrecho de Magallanes / Pedro Sarmiento de Gamboa; Hrsg. Juan Batista. – Madrid: Historia 16, 1987, 1 vol. (223 S.). Bibliogr. S. 26–27.
- 32 Origen de los mexicanos [Ursprung der Mexikaner] / (Juan de Tovar zugeschrieben); Hrsg. Germán Vázquez. – Madrid: Historia 16, 1987, 1 Bd. (243 S.). Bibliogr. S. 31–32. Glossar.
- 33 A través de la América del Sur [Quer durch Südamerika] / Diego de Ocaña; Hrsg. Arturo Alvarez. – Madrid: Historia 16, 1987, 1 Bd. (256 S.).
- 34 Historia natural y moral de las Indias [Natur- und Moralgeschichte West-Indiens] / José de Acosta; Hrsg. José Alcina Franch. – Madrid: Historia 16, 1987, 1 vol. (515 S.). Bibliogr. S. 41–44.
- 35 Historia general del Perú [Allgemeine Geschichte Perus] / Martín de Murúa; Hrsg. Manuel Ballesteros. – Madrid: Historia 16, 1987, 1 Bd. (583 S.). Bibliogr. S. 27–29.
- 36 La Conquista de México [Die Eroberung Mexikos] / Francisco López de Gómara; Hrsg. José Luis de Rojas. – Madrid: Historia 16, 1987, 1 Bd. (502 S.). Bibliogr. S. 29–30.
- 37 Descripción del Perú, Tucumán, Río de la Plata y Chile [Beschreibung von Peru, Tucumán, Río de la Plata und Chile] / Reginaldo de Lizarraga; Hrsg. Ignacio Ballesteros. – Madrid: Historia 16, 1987, 1 vol. (478 S.). Bibliogr. S. 45–49.
- 38 El Origen de los Indios [Die Herkunft der Indianer] / Diego Andrés Rocha; Hrsg. José Alcina Franch. – Madrid: Historia 16, 1988, 1 Bd. (233 S.).
- 39 Piratas de América [Piraten Amerikas] / Alexander O. Exquemelin; Hrsg. Manuel Nogueira. – Madrid: Historia 16, 1988, 1 Bd. (222 S.). Übersetzung von: De Americaensche zee-roover.
- 40 La Conquista de Tenochtitlán [Die Eroberung von Tenochtitlán] / J. Diáz, A. Tapia, B. Vázquez und F. Aguilar; Hrsg. Germán Vázquez. – Madrid: Historia 16, 1988, 1 Bd. (223 S.).
- 41 Crónica de los reinos de Chile [Chronik der Königreiche von Chile] / Jerónimo de Vivar; Hrsg. Ángel Barral Gómez. – Madrid: Historia 16, 1988, 1 Bd. (366 S.).
- 42 Infortunios de Alonso Ramírez [Die Unglücksfälle von Alonso Ramirez] / Carlos de Sigüenza y Góngora; Hrsg. Lucrecio Pérez Blanco. – Madrid: Historia 16, 1988, 1 Bd. (145 S.).
- 43 Historia de Yucatán [Geschichte von Yucatán] / Bernardo de Lizana; Hrsg. Félix Jiménez Villalba. – Madrid: Historia 16, 1988, 1 bd. (288 S.).
- 44 Junípero Serra y las misiones de California [Junípero Serra und die kalifornischen Missionen] / Francisco Palou; Hrsg. José Luis Anta Félez. – Madrid: Historia 16, 1988, 1 Bd. (352 S.).
- 45 Noticias sobre el Río de la Plata: Montevideo en el siglo XVIII [Nachrichten vom Río de la Plata: Montevideo im 18. Jahrhundert] / Hrsg. Nelson Martínez Díaz. – Madrid: Historia 16, 1988, 1 Bd. (248 S.).
- 46 Relaciones de la Camboya y el Japón [Berichte über Kambodscha und Japan] / G. San Antonio und R. de Vivero. – Madrid: Historia 16, 1988, 1 Bd. (187 S.).
- 47 Popol Vuh [Buch des Rates] / (übersetzt aus der Quiché-Sprache von Francisco Ximénez); Hrsg. Carmelo Sáenz de Santa María. – Madrid: Historia 16, 1989, 1 Bd. (153 S.).
- 48 Fábulas y mitos de los Incas [Fabeln und Mythen der Inkas] / Cristobal de Molina, Cristóbal de Albornoz; Hrsg. Henrique Urbano und Pierre Duviols. – Madrid: Historia 16, 1989, 1 Bd. (199 S.).
- 49 Las Misiones del Paraguay [Die Missionen von Paraguay] / José Cardiel; Hrsg. Héctor Sáinz Ollero. – Madrid: Historia 16, 1989, 1 Bd. (204 S.).
- 50 Viaje a Yucatán [Reise nach Yucatán] / John Lloyd Stephens; Hrsg. Juan Luis Bonor; [Übersetzung Justo Sierra O’Reilly]. – Madrid: Historia 16, 1989, 2 Bdel. (362, 366 S.). Übersetzung von: Incidents of travel in Yucatán.
- 51 Historia de Nuevo México [Geschichte von Neumexiko] / Gaspar de Villagrá; Hrsg. Mercedes Junquera. – Madrid: Historia 16, 1989, 1 Bd. (416 S.).
- 52 Relación de Michoacán [Bericht über Michoacán] / anónimo; Hrsg. Leoncio Cabrero. – Madrid: Historia 16, 1989, 1 Bd. (303 S.). (Ein bisweilen Jerónimo de Alcalá zugeschriebenes Werk). – Bibliogr. S. 25–26.
- 53 Historia natural de la antigua California [Naturgeschichte des alten Kalifornien] / Miguel del Barco; [Hrsg., Einführung und Anmerkungen] Miguel León-Portilla. – Madrid: Historia 16, 1989, 1 Bd. (317 S.).
- 54 Viaje alrededor del mundo [Reisen rund um die Welt] / Martín Ignacio de Loyola; [Einführung und Anmerkungen] J. I. Tellechea Idígoras. – Madrid: Historia 16, 1989, 1 Bd. (223 S.).
- 55 Historia general de las cosas de Nueva España [Allgemeine Geschichte der Dinge Neuspaniens] / Bernardino de Sahagún; Hrsg. Juan Carlos Temprano. – Madrid: Historia 16, 1990, 2 Bde.
- 56 Testimonios de la antigua palabra [Zeugnisse der alten Sprache] / anónimo; Hrsg. Miguel León-Portilla und Librado Silva Galeana. – Madrid: Historia 16, 1990, 1 Bd. (253 S.). (Zusammenstellung von Nahuatl-Texten von Andrés Olmos. - Nahuatl-Texte und spanische Übersetzungen gegenübergestellt.) – Bibliogr. S. 33–34.
- 57 En busca del paso del Pacífico [Auf der Suche nach der Pazifikpassage] / Alejandro Malaspina; Hrsg. Andrés Galera Gómez. – Madrid: Historia 16, 1990, 1 Bd. (219 S.).
- 58 El mundo de los Incas [Die Welt der Inka] / Polo de Ondegardo; ed. Laura González und Alicia Alonso. – Madrid: Historia 16, 1990, 1 Bd. (173 S.). Originaltitel des Werkes: “Relación de los fundamentos acerca del notable daño que resulta de no guardar a los Indios sus fueros”.
- 59 Viaje a la América meridional [Reise nach Südamerika] / Antonio de Ulloa; Hrsg. Andrés Saumell. – Madrid: Historia 16, 1990, 2 Bde. (590, 631 S.).
- 60 Diario y aventuras en Nootka [Tagebuch und Abenteuer bei den Nootka-Indianern] / John R. Jewitt; Hrsg. [und Übersetzung von] Leoncio Carretero. – Madrid: Historia 16, 1990, 1 Bd. (310 S.). Übersetzung von: Die Abenteuer von John R. Jewitt, dem einzigen Überlebenden der Besatzung des Schiffes Boston, während einer fast 3-jährigen Gefangenschaft bei den Indianern im Nootka Sound auf Vancouver Island.
- 61 Andanzas asiáticas [Asiatische Abenteuer] / Jacques de Coutre; Hrsg. Eddy Stols, B. Teensma und J. Werberckmoes. – Madrid: Historia 16, 1991, 1 Bd. (494 S.).
- 62 Franceses en la Florida [Franzosen in Florida] / Hrsg. J. M. Gómez-Tabanera. – Madrid: Historia 16, 1991, 1 Bd. (315 S.).
- 63 Noticias secretas de América [Geheime Nachrichten aus Amerika] / Jorge Juan und Antonio de Ulloa; Hrsg. Luis J. Ramos Gómez. – Madrid: Historia 16, 1991, 1 Bd. (778 S.).
- 64 Memoriales de las Indias australes / P. Fernández de Quirós; Hrsg. Óscar Pinochet. – Madrid: Historia 16, 1991, 1 Bd. (444 S.).
- 65 Relaciones de la Nueva España [Berichte über Neuspanien] / Hrsg. Germán Vázquez. – Madrid: Historia 16, 1991, 1 Bd. (158 S.) (enthält: Relación de Tetzcoco (Juan Bautista Pomar), Relación de la genealogía, Orígen de los mexicanos)
- 66 Viaje a Santa Fe [Reise nach Sante Fe] / José Celestino Mutis; Hrsg. Marcelo Frías Núñez. – Madrid: Historia 16, 1991, 1 Bd. (231 S.).
- 67 Expediciones a la Costa noroeste [Nordwestküsten-Expeditionen] / Hrsg. Fernando Monge und Margarita del Olmo. – Madrid: Historia 16, 1991, 1 Bd. (237 S.).
- 68 Compendio y descripción de las Indias occidentales [Kompendium und Beschreibung der Westindischen Inseln] / A. Vázquez de Espinosa; Hrsg. Balbino Velasco Bayón. – Madrid: Historia 16, 1992, 2 Bde. (1127 S.).
- 69 Españoles en Tahití [Spanier auf Tahiti] / Máximo Rodríguez; Hrsg. Francisco Mellen. – Madrid: Historia 16, 1992, 1 Bde. (231 S.).
- 70 Antigüedades del Perú [Antiquitäten aus Peru] / Hrsg. Henrique Urbano und Ana Sánchez. – Madrid: Historia 16, 1992, 1 Bd. (271 S.).
- 71 La pérdida de Filipinas [Der Verlust der Philippinen] / Saturnino Martín Cerezo; Hrsg. Juan Batista. – Madrid: Historia 16, 1992, 1 Bd. (244 S.).
- 72 Un peregrino de las ciencias [Ein Pilger der Wissenschaft] / Francisco José de Caldas; Hrsg. Jeanne Chenu. – Madrid: Historia 16, 1992, 1 Bd. (357 S.).
- 73 La utopía en América [Die Utopia in Amerika] / Vasco de Quiroga; Hrsg. Paz Serrano Gassent. – Madrid: Historia 16, 1992, 1 Bd. (311 S.).
- 74 La ruta de la canela americana [Die amerikanische Zimtroute] / Pedro Fernández de Cevallos; Hrsg. Marcelo Frías und Andrés Galera. – Madrid: Historia 16, 1992, 1 Bd. (246 S.)
- 75 Relación de los señores de la Nueva España [Bericht über die Herren von Neuspanien] / Alonso de Zorita; Hrsg. Germán Vázquez. – Madrid: Historia 16, 1992, 1 Bd. (222 S.).
- 76 Crónica Mexicana [Mexikanische Chronik] / Hernando de Alvarado Tezozomoc; Ausgabe von Gonzalo Díaz Migoyo und Germán Vázquez Chamorro. – Madrid: Historia 16, 1997, 1 Bd. (554 S.). Glossar in Form eines Index.